# Almace
În Cântecul lui Roland, Almace, Almice sau Almacia este sabia arhiepiscopului de Reims, Turpin, unul dintre ultimii trei franci care a murit în bătălia din pasul Roncevaux, alături de Roland și Gualter de Hum.
Spre deosebire de Durendal, sabia lui Roland, despre Almace se spun foarte puține în Cântecul lui Roland. Cu toate acestea, Saga Karlamagnus extinde acest lucru ușor, susținând că o sabie numită Kurt (mai bine cunoscută sub numele de Curtana), alături de Almace și Durendal, au fost trei săbii forjate de fierarul legendar anglo-saxon Weyland și prezentate regelui Charlemagne. Charlemagne a testat calitatea săbiilor într-o bucată de oțel. Kurt a pătruns o jumătate din lățimea mâinii unui om, dar a avut daune, Almace a tăiat lățimea unei mâinii umane fără daune, iar Durendal o jumătate din lungimea unui picior. Carol cel Mare i-a oferit lui Ogier sabia Kurt, arhiepiscopului Turpin Almace, iar Durendal a păstrat-o pentru el. Măi târziu într-un vis i s-a spus să î-o dea pe Durendal contelui Roland.
Etimologia numelui este incertă, dar poate fi derivată din limba germană sau din nordica veche all macht, înseamnând Atotputernica. 